# نظرية التعويم
نظرية التعويم وتسمي أيضاً نظرية التطويف أو التعويم الرغوي يعتبر التركيز بالتعويم التطويف من أكثر الطرق أهمية وانتشاراً في تكنولوجيا تجهيزالخامات. ظهرت هذه الطريقة سنة 1906 وقد اتاحت هذه الطريقة استخراج الخامات الواطئة الدرجة وأجسام الخامات المعقدة والتي كانت غير اقتصادية قبل ظهور هذه الطريقة.

## مجال استخدامها
تستخدم هذه الطريقة لتركيز:
1- الخامات المعقدة.
2- الخامات واطئة الدرجة.
3- الخامات الكبريتيدية.
4- الخامات الكيميائية.
5- فصل الزيت عن الماء.
6-فصل الأملاح الذائبة في الماء عن بعضها البعض.

## مبدأ العمل
تستخدم الفرق في الخصائص الفيزيائية والكيميائية السطحية للحبيبات المعدنية المختلفة ويصبح الاختلاف في الخصائص السطحية واضحاُ باستخدام محاليل كيميائية تعرف بمحاليل التعويم أو محاليل التطويف.
ولا يمكن استخدام هذه الطريقة إلا على حبيبات الدقيقة نسبياً؟؟ وذلك لان الحبيبات إذا كانت خشنة يكون وزنها أكبر من قوة الترابط بين الحبيبة والفقاعة مما يؤدي الي سقوطها وفشل عملية التعويم.
ولكى تتم عملية التطويف يجب ان تستطيع فقاعة من الهواء ان تلتصق بالحبيبة ثم ترفعها إلى سطح الماء ولا يمكن التصاق الفقاعات الهوائية بالحبيبات المعدنية إلا إذا استطاعت ازاحة الماء من سطح المعدن وكونت طبقة من الرغاوى المعدنية المستقرة. ولا يحدث ذلن إلا إذا كانت المعادن تتطصف بخاصية طرد الماء.وللتوصل إلى هذه الظروف ينبغى استخدام العديد من محاليل التعويم.
يمكن استخدام هذه النظرية بطريقتين:
1- التعويم المباشر يتحول المعدن المستهدف في هذه الطر يقة عادة إلى شكل رغوى أو حبيبات طافية تارك النفاية في المعلق.
2- التعويم العكسي تتحول النفاية في هذه الطر يقة عادة إلى شكل رغوى أو حبيبات طافية تاركة المعدن المستهدف في المعلق.
واستخدام احدي الطريقتين يعتمد علي كمية المعدن المستهدف والنفاية وتكاليف المحاليل.

## محاليل التطويف (Flotation Reagents)
تقسم محاليل التطويف الي:
1 - محاليل التجميع Collectors .
2 - محاليل الرغاوى Frothers .
3 - المحاليل المنظمة Regulators .

### محاليل التجميع
هي المحاليل التي تغطى سطح المعدن وتحولها إلى طاردة للماء مما يسهل التصاق الفقاعات بها.وتستخدم محاليل التجميع بكميات قليلة وخصوصا تلك التي ينبغى ان تكون طبقة وحيدة الجزيئات فوق اسطح الحبيبات لان زيادة محاليل التعويم يؤدى إلى:
1- تطويف المعادن الأخرى مما يقلل الانتقائية.
2- زيادة التكاليف بزيادة كميات المحاليل المستخدمة.
3- إضعاف عملية التعويم بتكوين طبقة ذات جزيئات علي سطح المعدن.
4- صعوبة إيقاف تأثير المحلول الذي تمت إضافته.

#### أنواع محاليل التجميع
وتنقسم محاليل التجميع إلى نوعين هما:
أ- محاليل التجميع الانيونية : Anionic Collectors
• من أكثر الانواع استخداما في تطويف المعادن وانواعها كثيرة منها على سبيل المثال:
•(i) محاليل التجميع الاكسى هايدريل Oxyhydryl 
.والكاربوكسيلات Carboxylates :
• وتستخدم في تطويف معادن الكالسيوم –الباريوم- السترونتيوم- المغنيسيوم وكربونات المعادن غير الفلزية
والاملاح الذائبة للمعادن القلوية.
•الكبريتات والسلفونات Sulphonate :
• وتستخدم في تطويف القصدير والباريت والكاينيت والشيليت.
(ii) سلفادريل Sulfhydryl تنقسم إلى:
. اكزانثيت xanthates
. داي ثيوفوسفات Dithiophosphates
تستخدم لتطويف معادن الكبريتدات
• ب- محاليل التجميع الكاتيونية : Cationic Collectors
• تعتبر من المحاليل شديدة الحساسية بالنسبة لدليل حامضية الوسط (PH) وتكون أكثر نشاطا في المحاليل
ضعيفة الحامضية.
• وتستخدم لتطويف الاكاسيد والكربونات أو المعادن القاعدية مثل الباريت والكارناليت والسيلفيت.

### المرغيات
وهي تساعد على الاحتفاظ بالفماعات في حالة مستمرة إلى حد ما على السطح.
• ينحصر تاثير هذه المحاليل كليا في السائل من الناحية النظرية ولا تؤثر على سطح المعدن، ولكن عملياً هناك تفاعل متبادل بين محاليل الرغاوى والمعدن والمحاليل الأخرى ولا يمكن اختيار محلول الرغاوى المناسب لمعدن معين الا بعد إجراء العديد من التجارب.
• تتضمن أكثر محاليل الرغاوى كفاءة في تركيبها واحد من المجموعات الاتية:
الهيدروكسيل Hydroxyl .
الكاربوكسيل Carboxyl .
لكاربونيل Carbonyl .
مجموعة الامين Amino group .
مجموعة السلفو Sulpho group .
• ويعتبر الكحول من اكثرها شيوعا في الاستخدام لانه ليس له خصائص تجميع .
• مجموعة الكاربوكسيل يعتبر محلول تجميع قوى.
• مجموعة السلفو والامين لها خصائص تجميع ضعيفة.

### محاليل النظيم «المنظمات»
تستخدم محاليل التنظيم في التطويف لتنظيم تاثير محاليل التجميع اما بواسطة زيادة أو تقليل تاثير طردها للماء على سطح المعدن لتكون أكثر انتقائية تجاه معادن معينة ويمكن تمسيمها إلى:

#### أنواع محاليل النظيم
(i) المحاليل المنشطة: Activators
تغير هذه المحاليل الطبيعة الكيميائية لاسطح المعادن لتصبح طاردة للماء بتاثير محلول التجميع.
تعتبر عادة المحاليل المنشطة املاح ذائبة تتاين في المحلول وتتفاعل الايونات بعد ذلن مع سطح المعدن.
كمثال: يستخدم كبريتات النحاس كمحلول منشط لخامات الرصاص والزنن حيث ينشط معدن السفاليرايت ويطوف بعد ان يتم تطويف معدن الرصاص اولا.
• ويمكن ان تطوف ايونات النحاس أيضا إلى حد ما الجالينا والكالسيت والبيرايت.
(ii) المحاليل المثبطة:Depressants
تستخدم لزيادة التطويف الانتمائى وذلن بتحويل بعض المعادن إلى مفضلة للماء وبذلك تمنع تطويفها.
ويؤدى وجود الحبيبات الدقيقة في نواتج التكسير والطحن إلى صعوبة عملية التطويف، ويمكن ازالتها بواسطة التقليب الشديد ولكن الطريقة الأكثر فعالية هي استخدام مثبط للحبيبات الدقيقة.
وتؤدى إضافة سيليكات الصوديوم في المحلول إلى زيادة الشحنة المزدوجة للطبقة على سطح الحبيبات مما يؤدى إلى انتشار طبقات الحبيبات الدقيقة التي سبق تكوينها.
•تستخدم محلول السيانيت بكثرة في التطويف الانتمائى لفصل المعادن من خام الرصاص – النحاس – الزنن وذلك بتثبيط معادن السفاليرايت.والبيريت وبعض كبريتيدات النحاس.
(iii) منظمات لدليل الماعدية: PH Modifiers
يعتبر التحكم في دليل الحامضية (PH) مهما وخصوصا بالنسبة لعمليات التطويف الانتقائى.
تتم عملية التطويف عادة في وسط قاعدى وذلك للاتى:
معظم محاليل التجميع تتميز بالاستقرار في هذه الظروف.
يمنع تاكل خلايا التطويف والانابيب وغيرها إلى اقل قدر ممكن.
ويمكن التحكم في مقدار القاعدية باضافة الجير وهيدروكسيد الصوديوم وكربونات الصوديوم وحامض الكبريتيك.

## آلآت ومعدات التعويم

### وظائف معدات التعويم
ان خلايا وماكينات التطويف يجب ان تؤدى بعض الوظائف المعينة بكفاءه عالية وفي نفس الوقت سواء كانت هذه الخلايا واحدة أو عدة خلايا وتؤدى خلايا
التطويف بعض المهام الوظيفية التالية:
1- حفظ كل الحبيبات التي بداخلها سواء كانت هذه الحبيبات خشنة أو ناعمة أو عالية الكثافة التي يجب ان تكون في المعلق ولكى يتم ذلك لابد ان يحدث في الماكينة خلط أو دوران بواسطة ادوات ميكانيكية ويجب ان يكون الدوران والخلط أكبر من سرعة ترسب الحبيبات.
2- التهوية وتشمل تشتت فقاعات الهواءالصغيرة في كل انحاء الخلية حتى تؤدى عملها بالصورة المطلوبة.
3- تحفيز عملية الاختلاط وجعلها ممكنة بين الحبيبات والمحلول لكى يعطى فرصة للحبيبات للالتصاق الاختيارى (انتقائى) مع الفقاعات ونقل الرغاوى إلى عمود الرغاوى الذي ينقلها خارج الخلية وهي تحمل معها الحبيبات.
4- خلية التطويف يجب ان تحفظ بالمعلق بحالة هادئة تحت عمود الرغاوى اما الاجزاء السفلى من الخلية تكون فيها حركة متواصلة.
5- لابد من وجود وسيلة (توافق) لدخول الغذاء والهواء والماء إلى الخلية وخروج المركز والنفاية ويجب ان يكون الخلط مثالي وبكفاءه عالية نسبة لوجود ثلاثة اوساط (هواء، ماء، معدن)داخلها.
6- لابد ان تكون هنالك وسيلة للتحكم في كمية المعلق الداخل وايضا وسيلة للتحكم في عمود الرغاوى.

### أنوع آلآت التعويم
تنقسم آلآت التعويم الي نوعين هما:
1- الات تعمل بالهواء المضغوط (Pneumatic)
2- الات ميكانيكية (Mechanical Sepaeration)
الالات التي تعمل بالهواء المضغوط 
يستخدم الهواء في إنتاج الرغاوى ولعمل التهوية وللمحافظة على ثبوت الرغاوى عالقة كما يتسبب في دوران المعلق لذا ينبغى ادخال كميات هواء اضافية يدفع الهواء داخل الخلية أو يسحب منه وفي هذه الحالة ينبغى انتشاره باستخدام مراوح أو نوع من القواعد غير المنفذة بالخلية.
• من اكثرها تطورا الآلة المعروفة باسم خلية دافكر (Davcra cell)
الات التطويف الميكانيكية
تنقسم هذه الالات إلى نوعين:
أ- ذات تهوية ذاتية:
يدخل الهواء بواسطة الموة الضاغطة المركزية ثم ينتشر على شكل فماعات بين مراوح دوارة مصممة خصيصا لذلك كما يوجد بالخلية منظم لتوزيع هذه الرغاوى. من انواعها خلية دنفر (Denver).
ب- ذات تهوية بدفع الهواء:
تعتمد على الهواء الذي يتم ضخه.من انواعها خلية جاليرا اجيتير (Galigher Agitair).

### العوامل المؤثرة على اختيار خلايا التطويف
1- النتائج الميتالوروجية اى مقدار نسبة الاستخلاص والتقييم.
2-السعة التي تتم معالجتها بالطن بالنسبة لوحدة الحجوم.
3- الطاقة المستهلكة لكل طن.
4- النتائج الاقتصادية (راس المال الابتدائى – مصاريف التشغيل – مصاريف الصيانة).
5- مهارة القائمين بالتشغيل.